# Sphaerodactylus homolepis
Sphaerodactylus homolepis е вид влечуго от семейство Sphaerodactylidae. Видът не е застрашен от изчезване.

## Разпространение и местообитание
Разпространен е в Коста Рика, Никарагуа и Панама.
Обитава гористи местности, планини и възвишения в райони с тропически климат.

## Описание
Популацията на вида е стабилна.